# Ridgecrest (Florida)
Ridgecrest es un lugar designado por el censo ubicado en el condado de Pinellas en el estado estadounidense de Florida. En el Censo de 2010 tenía una población de 2.558 habitantes y una densidad poblacional de 1.665,51 personas por km².

## Geografía
Ridgecrest se encuentra ubicado en las coordenadas 27°53′44″N 82°48′17″O / 27.89556, -82.80472. Según la Oficina del Censo de los Estados Unidos, Ridgecrest tiene una superficie total de 1.54 km², de la cual 1.53 km² corresponden a tierra firme y (0.51%) 0.01 km² es agua.

## Demografía
Según el censo de 2010, había 2.558 personas residiendo en Ridgecrest. La densidad de población era de 1.665,51 hab./km². De los 2.558 habitantes, Ridgecrest estaba compuesto por el 24.9% blancos, el 67.94% eran afroamericanos, el 0.27% eran amerindios, el 0.82% eran asiáticos, el 0% eran isleños del Pacífico, el 2.5% eran de otras razas y el 3.56% pertenecían a dos o más razas. Del total de la población el 9.34% eran hispanos o latinos de cualquier raza.